# Chomelia rudis
Chomelia rudis är en måreväxtart som först beskrevs av Paul Carpenter Standley, och fick sitt nu gällande namn av David H. Lorence. Chomelia rudis ingår i släktet Chomelia och familjen måreväxter.
Artens utbredningsområde är Honduras. Inga underarter finns listade i Catalogue of Life.